# Luís Pires
Luís Pires ou Luís Peres (14?? - 1500) foi um navegador português.

## Biografia
A família Peres radicou-se em Portugal, dando origem a muitos ramos.
Talvez por essa razão as informações sobre os seus antepassados sejam escassas, assim como o são as informações sobre sua vida e, particularmente, sobre a sua atuação na armada de Pedro Álvares Cabral para a Índia.
Alguns historiadores consideram que naufragou com a tempestade de 24 de Maio de 1500.